# Ciudad del Agro
Ciudad del Agro, también conocido como Víctor Raúl, es un caserío peruano ubicado en el distrito de Supe, perteneciente a la provincia de Barranca del departamento de Lima, en la costa central del Perú. 

## Ubicación
Ciudad del Agro se ubica al sureste de la provincia de Barranca, en el distrito de Supe, en el departamento de Lima.

## Demografía
En 2017 Ciudad del Agro tenía una población de 377 habitantes.
| Gráfica de evolución demográfica de Ciudad del Agro entre 1993 y 2017 |
|                                                                       |
| Fuentes: Población 1993 y 2017                                        |